# Palliduphantes dentatidens
Palliduphantes dentatidens là một loài nhện trong họ Linyphiidae.
Loài này thuộc chi Palliduphantes. Palliduphantes dentatidens được Eugène Simon miêu tả năm 1929.